# 第35回日米大学野球選手権大会日本代表
第35回日米大学野球選手権大会日本代表（だい35かいにちべいだいがくやきゅうせんしゅけんたいかいにほんだいひょう）は、2006年7月に行われた日米大学野球選手権大会第35回大会、および同年8月に開催された第3回世界大学野球選手権大会に出場した日本選手団である。チームは7月下旬にアメリカで日米大学野球を戦った後、メキシコ経由でキューバ入りし、8月の世界大学野球選手権に出場した。

## 日本チーム

### 役員・監督・コーチ等
（所属は選出当時）
- 監督：岩井美樹（国際武道大学監督）
- コーチ：金光興二（法政大学監督）
- コーチ：榎本保（近畿大学監督）…都合により日米野球不参加、世界選手権から合流
- コーチ：伊藤栄治（東海大学監督）

### 選手
No.は背番号。所属や学年は選出当時。
| 位置   | No. | 氏名       | 所属         | 学年 |
| ------ | --- | ---------- | ------------ | ---- |
| 投手   | 11  | 上園啓史   | 武蔵大学     | 4年  |
| 投手   | 14  | 宮本賢     | 早稲田大学   | 4年  |
| 投手   | 16  | 岸孝之     | 東北学院大学 | 4年  |
| 投手   | 17  | 永井怜     | 東洋大学     | 4年  |
| 投手   | 18  | 清水昭信   | 名城大学     | 4年  |
| 投手   | 19  | 金刃憲人   | 立命館大学   | 4年  |
| 投手   | 20  | 大隣憲司   | 近畿大学     | 4年  |
| 投手   | 21  | 長谷部康平 | 愛知工業大学 | 3年  |
| 捕手   | 22  | 田中大輔   | 東洋大学     | 4年  |
| 捕手   | 27  | 髙谷裕亮   | 白鷗大学     | 4年  |
| 内野手 | 1   | 円谷英俊   | 青山学院大学 | 4年  |
| 内野手 | 2   | 山崎憲晴   | 横浜商科大学 | 2年  |
| 内野手 | 3   | 西川明     | 法政大学     | 4年  |
| 内野手 | 4   | 上本博紀   | 早稲田大学   | 2年  |
| 内野手 | 6   | 仲澤広基   | 国際武道大学 | 2年  |
| 内野手 | 10  | 大引啓次   | 法政大学     | 4年  |
| 外野手 | 5   | 長野久義   | 日本大学     | 4年  |
| 外野手 | 7   | 小瀬浩之   | 近畿大学     | 3年  |
| 外野手 | 8   | 野本圭     | 駒澤大学     | 4年  |
| 外野手 | 23  | 荒波翔     | 東海大学     | 3年  |
| 外野手 | 24  | 横川史学   | 青山学院大学 | 4年  |
| 外野手 | 25  | 川端崇義   | 国際武道大学 | 4年  |

## 試合結果

### 第35回日米大学野球選手権大会
- 第1戦（7月25日（現地時間）；ノースカロライナ州・ダーラム）　日本 4-2 アメリカ
- 第2戦（26日；サウスカロライナ州・グリーンビル）　日本 0-5 アメリカ
- 第3戦（27日；ノースカロライナ州・カナポリス）　日本 3-4 アメリカ
- 第4戦（28日；ノースカロライナ州・グリーンズボロ）　日本 5-6 アメリカ
- 第5戦（29日；ノースカロライナ州・シャーロット）　日本 2-2 アメリカ　（延長12回）
通算3勝1敗1分でアメリカが3年ぶり21度目の優勝。

### 第3回世界大学野球選手権大会
- 予選リーグ（Aグループ）
  - 第1戦（8月7日（現地時間））　日本 10-0 ニカラグア　（7回コールド）
  - 第2戦（8日）　日本 15-2 イタリア　（7回コールド）
  - 第3戦（9日）　日本 3-4 キューバ
  - 第4戦（10日）　日本 15-0 バハマ　（7回コールド）

予選通算3勝1敗でグループ2位通過、決勝トーナメント進出。
- 決勝トーナメント
  - 準々決勝（13日）　日本 12-4 プエルトリコ
  - 準決勝（14日）　日本 1-5 アメリカ
  - 3位決定戦（15日）　日本 3-9 キューバ

4位に終わり、3大会連続のメダルを逃す。

## 備考
- 選出されたメンバーは、全員のちにプロ入りしている。

## 関連記事
- 日米大学野球選手権大会
- 世界大学野球選手権大会